# Durham (circonscription fédérale)
Pour les articles homonymes, voir Durham.
Circonscription électorale fédérale du Canada
Durham (brièvement connue sous le nom de Clarington–Scugog–Uxbridge) est une ancienne circonscription électorale fédérale en Ontario (Canada).

## Géographie
La circonscription se situait dans la banlieue lointaine est de Toronto sur le bord du lac Ontario. Elle était constituée des cantons d'Uxbridge et de Scugog, de la corporation de la municipalité de Clarington, et de la réserve indienne Mississaugas of Scugog Island.
Les circonscriptions limitrophes étaient York—Simcoe, Haliburton—Kawartha Lakes—Brock, Northumberland—Quinte West, Oshawa, Whitby—Oshawa, Ajax—Pickering et Oak Ridges—Markham.
Elle possédait une population de 107 435 hab dont 83 426 électeurs sur une superficie de 1 625 km2.
Le dernier député était le conservateur Jamil Jivani.

### Historique
La circonscription de Durham est créée en 1903 avec des parties de Durham-Est et Durham-Ouest. Abolie en 1966, la circonscription est fusionnée à Northumberland—Durham. La circonscription réapparut en 1987 avec des parties des anciennes circonscriptions de Northumberland—Durham et d'Ontario. Abolie en 2003, elle est redistribuée parmi Clarington—Scugog—Uxbridge, Oshawa et Whitby—Oshawa. En 2004, Clarington–Scugog–Uxbridge est renommée Durham.
À la suite du découpage de la carte électorale de 2022-2023, la circonscription est abolie dans deux nouvelles circonscriptions : la moitié nord de la circonscription constitue la partie sud-est de la nouvelle circonscription de York—Durham (en) tandis que la moitié sud devient la nouvelle circonscription de Bowmanville—Oshawa-Nord.

## Députés
| Législature                                                | Années    | Député                    | Parti        | Parti                     |
| ---------------------------------------------------------- | --------- | ------------------------- | ------------ | ------------------------- |
| Durham issue de Durham-Est et Durham-Ouest                 |           |                           |              |                           |
| 10e                                                        | 1904–1908 | Henry Alfred Ward         |              | Conservateur              |
| 11e                                                        | 1908–1911 | Charles Jonas Thornton    |              | Conservateur              |
| 12e                                                        | 1911–1917 | Charles Jonas Thornton    |              | Conservateur              |
| 13e                                                        | 1917–1921 | Newton Rowell             | Unioniste    |                           |
| 14e                                                        | 1921–1925 | Fred Wellington Bowen     | Conservateur |                           |
| 15e                                                        | 1925–1926 | Fred Wellington Bowen     | Conservateur |                           |
| 16e                                                        | 1926–1930 | Fred Wellington Bowen     | Conservateur |                           |
| 17e                                                        | 1930–1935 | Fred Wellington Bowen     | Conservateur |                           |
| 18e                                                        | 1935–1940 | Frank Rickard             |              | Libéral                   |
| 19e                                                        | 1940–1945 | Frank Rickard             |              | Libéral                   |
| 20e                                                        | 1945–1949 | Charles Elwood Stephenson |              | Progressiste-conservateur |
| 21e                                                        | 1949–1953 | John James                |              | Libéral                   |
| 22e                                                        | 1953–1957 | Percy Vivian              |              | Progressiste-conservateur |
| 23e                                                        | 1957–1958 | Percy Vivian              |              | Progressiste-conservateur |
| 24e                                                        | 1958–1962 | Percy Vivian              |              | Progressiste-conservateur |
| 25e                                                        | 1962–1963 | Russell Honey             |              | Libéral                   |
| 26e                                                        | 1963–1965 | Russell Honey             |              | Libéral                   |
| 27e                                                        | 1965–1968 | Russell Honey             |              | Libéral                   |
| Redistribuée parmi Northumberland—Durham et Ontario        |           |                           |              |                           |
| Durham recréée de Durham—Northumberland, Oshawa et Ontario |           |                           |              |                           |
| 34e                                                        | 1988–1993 | K. Ross Stevenson         |              | Progressiste-conservateur |
| 35e                                                        | 1993–1997 | Alex Shepherd             |              | Libéral                   |
| 36e                                                        | 1997–2000 | Alex Shepherd             |              | Libéral                   |
| 37e                                                        | 2000–2004 | Alex Shepherd             |              | Libéral                   |
| Clarington—Scugog—Uxbridge                                 |           |                           |              |                           |
| 38e                                                        | 2004–2006 | Bev Oda                   |              | Conservateur              |
| Durham                                                     |           |                           |              |                           |
| 39e                                                        | 2006–2008 | Bev Oda                   |              | Conservateur              |
| 40e                                                        | 2008–2011 | Bev Oda                   |              | Conservateur              |
| 41e                                                        | 2011–2012 | Bev Oda                   |              | Conservateur              |
| 41e                                                        | 2012-2015 | Erin O'Toole              |              | Conservateur              |
| 42e                                                        | 2015–2019 | Erin O'Toole              |              | Conservateur              |
| 43e                                                        | 2019–2021 | Erin O'Toole              |              | Conservateur              |
| 44e                                                        | 2021–2023 | Erin O'Toole              |              | Conservateur              |
| 44e                                                        | 2024–2025 | Jamil Jivani              |              | Conservateur              |
| dissoute dans Bowmanville—Oshawa-Nord et York—Durham (en)  |           |                           |              |                           |

## Résultats électoraux

### Tendances

#### Répartition des voix obtenu par les principaux partis
| |
| - Progressiste-conservateur (ancien) - Parti libéral - NPD - Parti vert - Parti réformiste (ancien) - Alliance canadienne (ancien) - Parti conservateur - Parti populaire |

#### Majorité en voix du parti arrivé en tête
|                                                                    |
| Les élections partielles sont surlignées en gris sur le graphique. |

## Circonscription provinciale
Depuis les élections provinciales ontariennes du 4 octobre 2007, l'ensemble des circonscriptions provinciales et des circonscriptions fédérales sont identiques.